# Звернення до природи
Звернення до природи — це аргумент або риторична тактика, у якій передбачається, що річ хороша, тому що вона природна, або погана тому що це неприродна. Зазвичай це вважається поганим аргументом, тому що неявний (невикладена) первинний засновок «Що є «природне», є «добрим»», як правило, не має переконливого значення на практиці або є думкою замість факту. У деяких філософських рамках, де «природне» і «добре» чітко визначені в певному контексті, звернення до природи може бути дійсним і переконливим.

## Форми
Загальна форма цього типу аргументів:
Те, що природне, добре.

N є природним.

Отже, N добре чи правильно.
Те, що є неприродним, є поганим або неправильним.

U є неприродним.

Тому U погане або неправильне.
У деяких контекстах використання термінів «природа» і «природний» може бути нечітким, що призводить до ненавмисних асоціацій з іншими поняттями. Слово «природний» також може бути навантаженим терміном – так само, як слово «нормальний», у деяких контекстах воно може містити неявне оціночне судження. Таким чином, звернення до природи зробило б хибне коло, оскільки висновок тягне за собою засновок.
Щодо звернення до природи в раціональних аргументах думки розходяться. Згідно з деякими поглядами, це іноді може бути сприйнято як корисне правило у певних обмежених областях, навіть якщо воно допускає деякі винятки. Коли такий принцип застосовується, як правило, вважається, що природні факти забезпечують надійність ціннісних суджень щодо того, що є добро, «за винятком доказів від противного», а також для неприродних фактів, які дають надійні оціночні судження щодо того, що є поганим. В обмеженій області застосування емпіричного правила, наприклад, «за інших рівних умов ви повинні намагатися їсти натуральну їжу», ніби це принцип без винятку, іноді може спричинити помилку випадку.
Джуліан Баджині пояснює стандартний погляд на те, що робить це помилкою: «Навіть якщо ми можемо погодитися з тим, що деякі речі є природними, а деякі — ні, що з цього випливає? Відповідь: нічого. Немає підстави вважати, що природне добре (або принаймні краще), а неприродне — погане (або принаймні гірше)».

## Історія
Значення і важливість різних розумінь і концепцій «природи» були постійною темою обговорення історично як у науці, так і у філософії. У Стародавній Греції «закони природи розглядалися не [просто] як узагальнені описи того, що насправді відбувається в світі природи… а скоріше як норми, яких люди повинні дотримуватися… Таким чином, звернення до природи, як правило, означало звернення до природи людини, що розглядається як джерело норм поведінки. Для греків це... було свідомим дослідженням області, де, згідно з усією їхньою традицією мислення, лежало справжнє джерело норм поведінки».
У наш час філософи кидають виклик уявленню про те, що статус людини як природної істоти має визначати або диктувати їхнє нормативне буття. Наприклад, відомий вислів Руссо, що «ми не знаємо, чим наша природа дозволяє нам бути». Зовсім недавно Ніколас Компрідіс застосував аксіому Руссо до дискусій про генетичне втручання (або інші види втручання) в біологічні основи людського життя, написавши:
Є сфера людської свободи, не продиктована нашою біологічною природою, але [це] дещо нервує, тому що залишає незручно відкритим питання якими істотами можуть стати люди... Іншими словами: чим ми готові дозволити бути нашій природі? І на якій підставі ми повинні дати свій дозвіл?
Компрідіс пише, що натуралістичний погляд на живі істоти, сформульований одним вченим як погляд на «машини, компонентами яких є біохімічні речовини» (Родні Брукс), загрожує зробити єдине нормативне розуміння людини єдиним можливим розумінням. Він пише: «Коли ми вважаємо себе «машинами, компонентами яких є біохімічні речовини», ми не тільки припускаємо, що знаємо, якими наша природа дозволяє нам бути, але й те, що це знання дозволяє нам відповісти на питання, що з нами буде… Це не питання, на яке ми повинні були відповісти, а, скоріше, питання, на яке ми повинні відповідати».

## Приклади

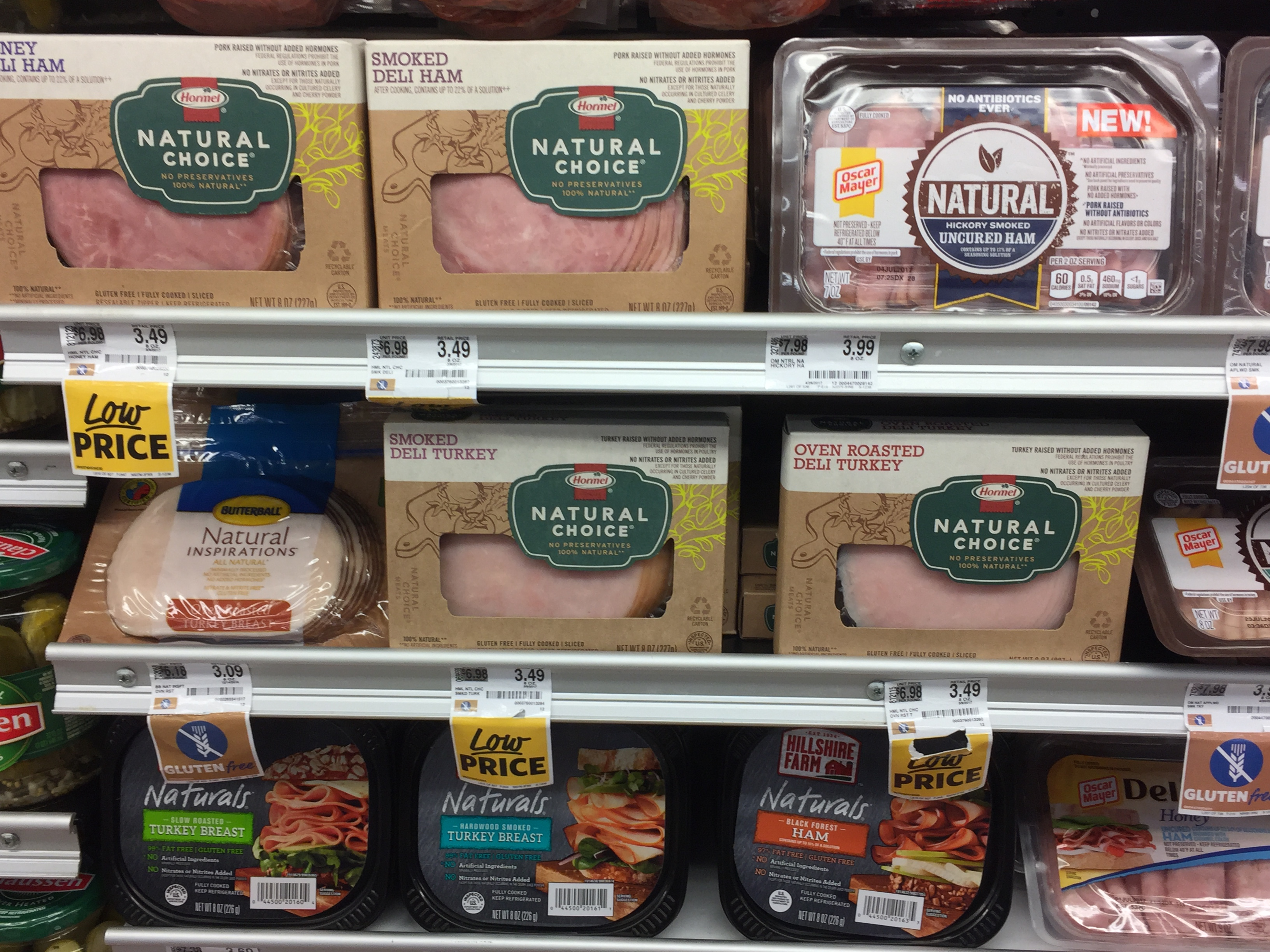
Полиця супермаркету з чотирма різними брендами, які рекламують себе, в тій чи іншій формі, як «натуральні».

Деякі популярні приклади звернення до природи можна знайти на етикетках та рекламі продуктів харчування, одягу, альтернативної медицини, засобів лікування травами та багатьох інших областях. Етикетки можуть використовувати фразу «повністю натуральні», щоб означати, що продукти екологічні та безпечні. Однак те, чи є продукт «натуральним», саме по собі не має значення для визначення його безпеки чи ефективності. Наприклад, багато небезпечних отрут є сполуками, які зустрічаються в природі.
Також поширеною практикою є виховування медицини як звернення до природи, вказуючи на те, що ліки є «неприродними», і тому їх не слід використовувати. Це особливо помітно як аргумент проти практики вакцинації.
На тему споживання м’яса Пітер Сінгер стверджує, що помилково говорити, що їсти м’ясо є морально прийнятним просто тому, що це частина «природного способу», що спосіб того, що люди та інші тварини «поводяться» природно, не впливає на те, як ми «повинні» поводитися. Таким чином, стверджує Сінгер, моральну допустимість чи неприпустимість вживання м’яса потрібно оцінювати за своїми власними перевагами, а не апелюючи до того, що є «природним».